# 陳金目
陳金目（1923年—1950年11月29日），中國共產黨黨員，台南市人，因為台灣省工作委員會學生工作委員會案被判處死刑，1950年11月29日槍決於台北馬場町 。

## 生平
陳金目，1928年生，台南州台南市人，曾就讀省立師範學院理化專修科。
1946年中共指派蔡孝乾潛回臺灣，發展臺灣省工作委員會組織，由老台共廖瑞發、李中志、郭琇琮、吳思漢組成台北市工作委員會。由於吳思漢是台南人，又曾是台北高校校友，台北高校後來改制成為台灣省立師範學院，1948年陳金目受吳思漢吸收加入中國共產黨。
1947年中共華東局派遣的徐懋德化名李絜（外省李）來台協助蔡孝乾組織學運，1947年5月陳水木由台北市工作委員會書記廖瑞發介紹加入中國共產黨，1947年8月陳水木與陳炳基、楊廷椅、劉沼光、劉登峰（化名丁某）組成台灣省工作委員會學生工作委員會 （簡稱學工委），1948年2月轉由徐懋德領導學工委。
1947年學工委成立之初，陳水木即兼任師範學院支部書記，在校發展組織，1948年11月陳金目由吳思漢轉介加入台灣師範學院支部組織運作。
師範學院支部書記為陳水木，陳金目、吳瑞爐、賴裕傳為委員。陳金目發展林希鵬加入，負責領導一小組，成員有顏松樹、陳東璧、黃玉坤。鄭澤雄領導林炳輝、張金丙。
1949年7月吳瑞爐畢業，組織交陳金目領導，1949年9月台大法學院支部被破獲後，因戴傳李使基隆市工作委員會瓦解，四六事件後台大學生紛紛走避南部。陳金目於四六事件之後離校，沒有回校登記而被退學於是返回故鄉台南，永福路全美戲院附近
。
1950年1月陳水木將因為畢業、退學、逃亡而散返中南部的學生黨員加以組織，分別在新竹、台中、嘉義；台南、高雄成立支部，與原學工委任務不同轉變為地方工作性質。根據陳水木在保密局供述的：「我的組織關係名單」中，台南支部就是由陳金目負責，由於陳金目積極的活動，發展黨員邱奎壁、呂順天、王嘉興、黃國雄、黃薇、陳金火、黃玉坤、陳金河、邱世權、紀經俊、王乃信等。
1950年省工委書記蔡孝乾變節供出大批人員名單，導致中國共產黨在台組織瓦解，1950年5月10日李水井與吳思漢被捕，保密局循線逮補擴及省工委學工委及各省工委支部，保密局展開全台大搜捕，1950年5月30日陳金目被台南縣警局扣留送軍法處審訊，隨著李水井、楊廷椅落網，學工委組織瓦解。
根據台大法學院經濟系學生陳英泰回憶指出當時保密局以輕判作為誘餌獲取線索，李水井在軍法處審訊期間主張全盤托出，張志忠則主張堅守秘密 張志忠認為若全盤托出必遭判死刑，李水井則認為多數領導應可獲得幾個月牢獄的輕判，從學工委案的筆錄，各支部負責人與委員的陳述與組織圖詳實，顯然相信李水井的主張。然四六事件發生之時尚無懲治叛亂條例，此條例已於1949年6月21公告實施。由於當時國共內戰國府兵敗如山倒之際，孤立無援對於島內共諜案並未立即給予判決有觀望之態勢，然而1950年6月韓戰爆發，美援的出現使國府對省工委案開始無所顧忌，依照懲治叛亂條例第二條第一項判處死刑，至此大量涉及省工委的特工密集遭判刑槍決。
1950年11月29日，台灣省保安處宣判陳金目死刑後即刻送台北市馬場町槍決，同時遭槍決者包含學工委案李水井、楊廷椅及相關支部書記陳水木、賴裕傳、王超倫、鄭文峰、黃師廉、吳瑞爐、葉盛吉、鄭澤雄共十一人。

## 平反
2021年3月26日，促轉三字第1105300082號2函文，正式撤銷受難者王清佐君等66人，其中(39)安潔字第 2302 號，有關陳金目共同以非法方法意圖顛覆政府而著手實行之有罪判決暨其刑及沒收之宣告正式撤銷。